# Physalaemus albonotatus
Espèce
Synonymes
- Leiuperus albonotatus Steindachner, 1864

Statut de conservation UICN

 LC  : Préoccupation mineure
Physalaemus albonotatus est une espèce d'amphibiens de la famille des Leptodactylidae.

## Répartition
Cette espèce se rencontre du niveau de la mer jusqu'à 1 200 m d'altitude, :
- au Paraguay ;
- au Brésil dans les États du Mato Grosso et du Mato Grosso do Sul ;
- dans les plaines de l'Est de la Bolivie ;
- dans le nord de l'Argentine.

## Publication originale
- Steindachner, 1864 : Batrachologische Mittheilungen. Verhandlungen der Kaiserlich-Königlichen Zoologisch-Botanischen Gesellschaft in Wien, vol. 14, p. 239–288 (texte intégral).